# 福岡市立城浜小学校
福岡市立城浜小学校（ふくおかしりつ しろはまししょうがっこう）は、福岡県福岡市東区城浜団地にある公立小学校。

## 校勢
2016年5月1日現在
- 学級数 - 単式学級6学級、特別支援学級「たんぽぽ」3学級
- 児童数 - 128人（うち特別支援学級10人）

## 歴史
- 1971年（昭和46年） - 福岡市立名島小学校、福岡市立千早小学校から分離し開校
- 1983年（昭和58年） - 福岡市立香椎浜小学校を分離

## 通学区域
- 東区城浜団地[4]

東区中央部、福岡高速1号香椎線の西側の埋立地にあるUR城浜団地が校区。学校は校区南西の海寄りで、西鉄貝塚線名島駅の北西約1kmの場所に位置する。学校の最寄りバス停は西鉄バス「城浜団地」バス停。学校の西隣に城浜公園、さらにその西隣にみなと100年公園がある。
中学校は城香中学校の校区。

### 校区が隣接する小学校
- 福岡市立香椎浜小学校
- 福岡市立千早西小学校
- 福岡市立名島小学校

## 著名な出身者
- 谷亮子 - （政治家、元柔道家）[5]